# Pinaxister setiger
Pinaxister setiger är en skalbaggsart som först beskrevs av J. E. Leconte 1860.  Pinaxister setiger ingår i släktet Pinaxister och familjen stumpbaggar. Inga underarter finns listade i Catalogue of Life.